# Reklám
A reklám a hírcsere egy formája, rendszerint egy bizonyos termék vagy szolgáltatás megvételére, illetve igénybevételére ösztönöz, esetleg egy egész márka, cég, terület vagy pusztán csak egy cél javára szóló hírverés. Bővebb értelemben ezek összes, szűkebben csak a fizetett változatait soroljuk ide. A reklámok elkészítése és sugárzása szolgáltatás, ennek igénye működteti az úgynevezett reklámipart, így többek között ennek révén működnek a kereskedelmi televíziók és rádiók. Története az ókorig nyúlik vissza, s a kapitalizmusban jelentősége fokozatosan nő; a világ összesített reklámkiadásait 2007-re vonatkozóan 600 milliárd dollár fölé becsüli a The Kelsey Group.

## Reklám és a marketing
A reklám a marketing része. Mindkettő esetében azonos cél az eladás fokozása, a fogyasztásra ösztönzés. Hasonló jelentéstartalommal bíró fogalomként a cégek által kereskedelembe bocsátott termékek és szolgáltatások ismertségét szándékoznak növelni a nagyobb profit elérése érdekében. Míg azonban a reklámnál egy üzenetet juttatnak el a fogyasztóhoz ("válaszd ezt"), a marketing magát a terméket próbálja vonzóbbá, jobban eladhatóvá tenni. Idetartozik a termék csomagolásának terve, az árkalkuláció, a márka, a termék helyének megválasztása a boltban, az akciók [leárazások, 0% kamat]. Ezen korábbi terjesztési módok mellett a 2010-es évektől kezdve megnövekedett az ezredforduló óta elterjedt szélessávú internet szolgáltatások közösségi platformjain megjelenő reklámhordozók és terjesztési módszerek fontossága. A Facebook, Instagram, YouTube, Ustream, Prezi stb. lehetőséget biztosít arra, hogy az internet közösségi tereit használók hatalmas közösséggel osszák meg az általuk készített fényképeket, filmeket, írásokat, animációkat stb. Ez az úgynevezett "grassroot" [széles vevőkör] kiadás, (publishing) közzététel világa. 2015-ben már arra is van példa, hogy nagyjátékfilm a hivatalos bemutatóját közvetlenül követően megjelenik a YouTube-on, lehetőséget adva bárkinek az ingyenes letöltésre (A szürke ötven árnyalata). A reklámot gyakran nevezik marketingkommunikációnak, értékesítő hírverésnek.
Reklámtörténet:
- Visszanyúlik egészen az ókorba, ahol a borokat tartalmazó amforákat különböztették meg (falra festett hirdetések).
- A reklám fejlődése a nyomtatás elterjedésével indulhatott meg igazán (Angliában a 15. században jelent meg az első szórólap).
- Az ipari forradalom után a 19. században fordult elő először, hogy valaki nagyobb hirdetési felületet vásárolt.
- A reklámszövegírás Charles Austin Bates (1870) nevéhez köthető, aki díjazás fejében fogalmazott hirdetési szövegeket.
- 20. század plakátművészet, tömegmédiumok, internet!

## A reklám gazdasági szerepe
Az általános szabály szerint vállalatok eszményi esetben minimum a bevételük 5-15 százalékát reklámra fordítják. A reklámtevékenységet szabályozza törvény, rendelet, szakmai önszabályozás.

### A reklám gazdasági hatásai
A Magyar Reklámszövetség (MRSZ) megbízásából a PwC Magyarország által készített „A reklám gazdasági hatásai” c. kutatás legfontosabb megállapítása:
A reklám közvetlen hatást gyakorol a gazdaság teljesítményére: a gazdaságot átszövő hajtóerő, hiszen a reklámipar a gazdaság szerves részét képezi, így a gazdasági növekedés pozitív hatást gyakorol a kommunikáció, a reklámozás pedig tovább fokozza a gazdasági növekedést.  
A médiaiparban Magyarországon a magazinok és napilapok bevételének közel felét, a digitális iparág bevételeinek több mint 95%-át a reklámok biztosítják. A reklámipar közel 13 ezer főt foglalkoztatott közvetlenül 2012-ben, a hirdetéseket előállító kreatív iparágak és a reklámozáshoz köthető egyéb szakmák és területek hazánkban mintegy 50 ezer embernek biztosíthatnak ma is mindennapi megélhetést.

## Jogszabályok
- 1986. évi II. törvény a sajtóról (sajtótörvény)
- 1997. évi LVIII. törvény a gazdasági reklámtevékenységről (reklámtörvény „grt”). Tiltja az olyan reklámokat, melyek erőszakra buzdítanak, félelemérzetet keltenek, fegyvert, lőszert, dohányárut és alkoholos italt reklámoznak.
- 1996. évi I. törvény a rádiózásról, televíziózásról (első médiatörvény). Rádióra és televízióra vonatkozott.
- 1996. évi LVII. törvény a tisztességtelen piaci magatartás tilalma (versenytörvény).

Hírnévrontás tilalma,
Üzleti titok megsértésének tilalma.
Valamint létezik még az Önszabályozó Reklám Testület (ÖRT), amely a törvények mellett, azokat kiegészítve működik. Szolgáltatásai közé tartozik többek között a reklámok előzetes elbírálása.
Magyar Reklámszövetség – jogszabály:
- 1996. évi LVII. törvény – a tisztességtelen piaci magatartás és a versenykorlátozás tilalmáról
- 2001. évi CVIII. törvény – az elektronikus kereskedelmi szolgáltatások, valamint az információs társadalommal összefüggő szolgáltatások egyes kérdéseiről (Azóta a rendszerváltást követően elburjánzott angol nyelvű hirdetmények szövegét elsősorban magyarul kell megjeleníteni.)
- 2008. évi XLVIII. törvény – a gazdasági reklámtevékenység alapvető feltételeiről és egyes korlátairól
- 2010. évi CLXXXV. törvény – a médiaszolgáltatásokról és a tömegkommunikációról (második médiatörvény). Kiváltotta az 1996. évi I. törvényt és az 1986. évi II. törvényt.
- 2011. évi CXII. törvény – az információs önrendelkezési jogról és az információszabadságról
- 2014. évi XXII. törvény – a reklámadóról

## Története

### A kezdetek
Az első ismert, modern értelemben vett reklám egy Szung-kori kínai tűbolt logóval ellátott hirdetése. A római kori kereskedők (találtak borkereskedők után fennmaradt leleteket, táblákat, amfórákat, amelyeken reklám célzatú leírások voltak feltüntetve, valamint cégérek) előszeretettel villogtatták meg termékeik előnyeit, természetesen a hátrányok eltussolásával, így ösztönözve lehetséges vásárlóikat, fogyasztóikat termékeik fogyasztására. Kezdetben elegendő stratégiának bizonyult a termékekkel való extenzív kereskedés, az egyre távolibb piacok meghódítása. Árucsere volt a jellemző, majd megkezdődött a piacbővítés. A szükséglet bővítésére helyezték a hangsúlyt.
Ahhoz, hogy keresett legyen egy termék, különböznie kell a másiktól:
csomagolás, forma, minőség.
Ezt követően jött létre a társított érték. Pl. Atlantic szappan, a tengerből született. A termék körül kialakult mítosz reklámozása. Az ígéret kapja a hangsúlyt. A fogyasztás felgyorsulása érdekében az igényeket fel kell gyorsítani. Az igények fenntartására fontos a reklám.

### Reklám a szocialista Magyarországon

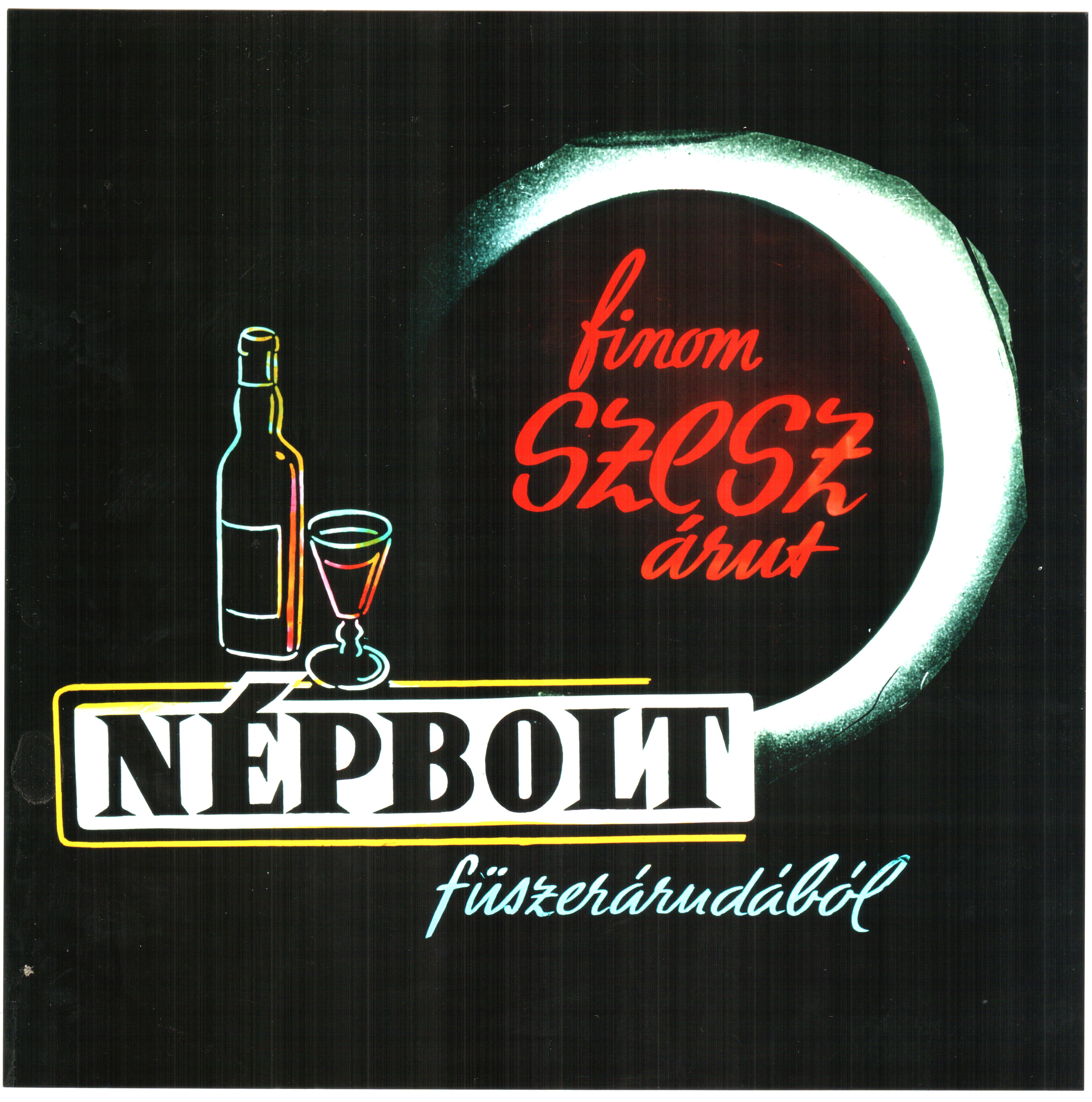
Népbolt reklám a moziban

A II. világháborút követően a "jóvátételi" kötelezettségek teljesítése, a háborús károk helyreállítása, majd a szinte teljes körű államosítás időszaka nem kedvezett a reklámtevékenységnek. 

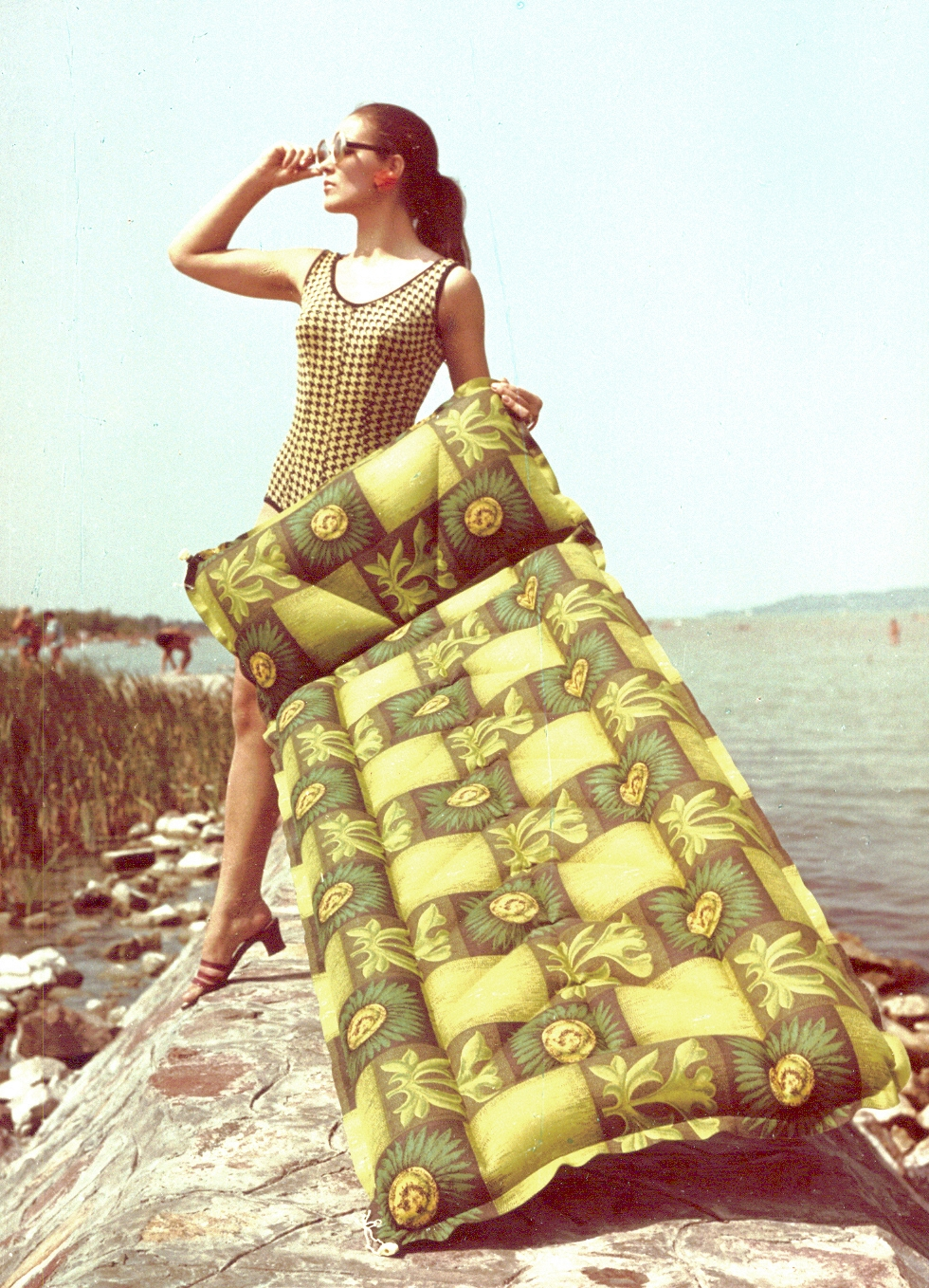
Gumimatracreklám, a Palma Gumigyár reklámfotója – 1969

A régi tulajdonosok már, az új, állami tulajdonos még nem gondolhatott reklámtevékenységre. A szocialista társadalomépítés akkor kényszerűen, de később is jellemzően "hiány" gazdálkodás volt.
A cél a politikai vezetés által „indokoltnak” tartott szükségletek kielégítése volt, így sok vezető számára fölöslegesnek tűnt a reklámtevékenység. Az államosítás lezárását követően megindult reklámtevékenység alapvetően tájékoztatás volt, amit a pesti humor az 1989-es rendszerváltásig a „Cipőt a cipőboltból” megjegyzéssel jellemzett. A korszak tipikus reklámhordozói a rádióadás, plakátok, mozielőadások előtti reklámbetétek, gyufacímkék, postabélyegek, érmék. Az informális hírverés működött. „Hallottad? A Corvinban most ez meg más kapható! A Műszakiban most megveheted…”

### Reklámok plakátokon, újságban
1972 előtt kizárólag grafikus reklámok léteztek Magyarországon, fényképes hirdetések még nem. A nagy áttörést Tóth József (fotóművész) Fülesnek a Tehéntúró reklámja hozta 1974-ben. Fotóján túróból megformált bocifej volt, aminek orrlyukai félbevágott paradicsomból, fülei félbevágott zöldpaprikából, szarvai pedig két kifliből voltak.
Mindenki leszólta a képet, de az egyik zsűritag, Töreky Ferenc grafikus szembeszállt velük, és fejükhöz vágta, hogy irigyek – annyira hatásos volt a kifakadás, hogy végül átengedték. Pechükre abban az évben a kép megnyerte az év plakátja díjat, és elképesztő volt a közönségsikere is.

### Reklámfilmek
Sas Istvánnak a Kádár-korszakban készült reklámfilmjeit – a zenéket Rusznák Iván írta – keletkezésük szerint csoportosították. A DVD-n is kiadott válogatott reklámfilmek, amelyek 1972 és 1988 között láttak napvilágot (161 film), keletkezésük szerint a következő korszakokhoz rendelhetőek:
őskor (1972–1976 között) – 29 reklám
őskor (1976–1980) – 43 reklám
felfedezések kora (1980–1984) – 43 reklám
lefelé a lejtőn (1984–1988) – 46 reklám

Sas István filmrendező Rusznák Ivánról:
Amiért ezek a jelmondatok ilyen hosszú távon megmaradhattak a közösségi emlékezet legmélyebb rejtekein, annak a legfőbb titka, hogy a sors összehozott egy Rusznák Iván nevű hihetetlenül tehetséges fiatal zeneszerzővel, aki csak úgy ontotta magából a zseniális dallamokat. Ő volt a Skála Kópé, a Pécsi kesztyű, a Hurka Gyurka rigmusainak kitalálója, ő volt a Traubi, a Fabulon, a Márka, a Sió, a Liberó, az S modell, a Buci baba, a Sárvári termálkristály, és ki tudja még, hány slágerré vált dal szerzője.

### A modellek, manökenek szerepe
A modell vagy manöken (maneken) általában a divat és egyéb termékek, áruk, trendek bemutatását, ismertetését, a vásárlási kedv növelését, illetve alkotó, művészi gondolatok megvalósítását szolgáló és vagy segítő foglalkozás, az ezt a tevékenységet végző személyt modellnek vagy manökennek nevezik.

### Reklámfotósok /fotóművészek/
Bacsó Béla, Bakos István, Bara István, Baricz Katalin, Bauer Sándor, Bohanek Miklós, Dénes Erika, Dióssi Ferenc, Domonkos Sándor, Ékes János, Fábri Péter, Fejér Kati, Fenyő János, Herczeg István (MTI), Horling Róbert (MTI), Horváth Dávid, Jászberényi Gyula, Jung Zseni, Katona Miklós, Kocsis Péter, Kollár Zsuzsa, Komlós Lili, Komlós Péter, Laczkovich László, Lengyel Miklós (fotóművész), Lussa Vince, Marosi László, Máté Magda, Módos Gábor, Mohácsi Miklós (MTI), Nádor Ilona, Novotta Ferenc, Patzmann Imre (MTI), Rácz Mihály, Schiffer Pál, ifj. Soproni Béla (MTI), Susits László, Sümeghy Zoltán, Paul Simo, Rákoskerti László, Rózsavölgyi Gyöngyi, Tóth József (fotóművész) Füles, Tulok András, Turányi Győző, Urbán Tamás, Varga Zsolt, Varró Géza, Vértes György, Vincze Péter, Vitályos József (MTI), Zétényi János, Németh Andrea (fotóművész)

### A reklám korszakai
A reklámstratégiák első korszakában a termék ismertetésére épült a reklám. Kezdetben ez lehetett igen száraz információközlés, aztán a 20. század elejére rámenőssé vált. A rámenősség a szövegekben felfedezhető, míg a képeken az alakok valamilyen akciós viszonyban vannak a termékkel és mindig a terméken van a hangsúly. Érvelő jellegűek voltak és a figyelem a termék különleges tulajdonságaira irányult. Előfordultak valótlanságok, de nem keltettek felháborodást.
A második korszakban a társított értékek jutottak döntő szerephez, például, hogy aki ezt a terméket használja, ugyanolyan szép, fiatal, elragadó és magabiztos lesz, mint a hirdető. A meggyőzésnek egyre inkább a mellékútját választották, hiszen a reklámetika a valótlan állításokat és a versenytárs elleni negatív kampányt tiltotta, de a társított értékeknél bármit lehetett mondani. A második korszakban a termékek tárgyi differenciálódását a hozzá kapcsolt eszmei rétegződés követte.
A harmadik korszakban új fogyasztó jelent meg, amelyik megszokta a társított értékek, a reklámígéretek valótlanságát és ezért rezignált szórakozottsággal vagy unalommal szemléli azokat. A reklámok látványukkal, ötletességükkel továbbra is lekötik a figyelmet, de a társított érték már kevésbé hatásos. Kialakult egy igen kifinomult jelképes reklámkultusz. A modern reklámokban a csillogás mellett újra előkerül a hétköznapiság. A tömegközpontú meggyőzés eljárása fontossá vált. Elszaporodtak a „lasor” [maró] reklámok, ahol szakértő próbál meggyőzni minket. A közvélemény-kutatások szerint[forrás?] ezek a lasor-reklámok nem népszerűek, az emberek unják őket, mégis hatásosak.
A harmadik korszakban nem az elkábítás, hanem a szórakoztatás a hírverés eszköze.

## Funkciói

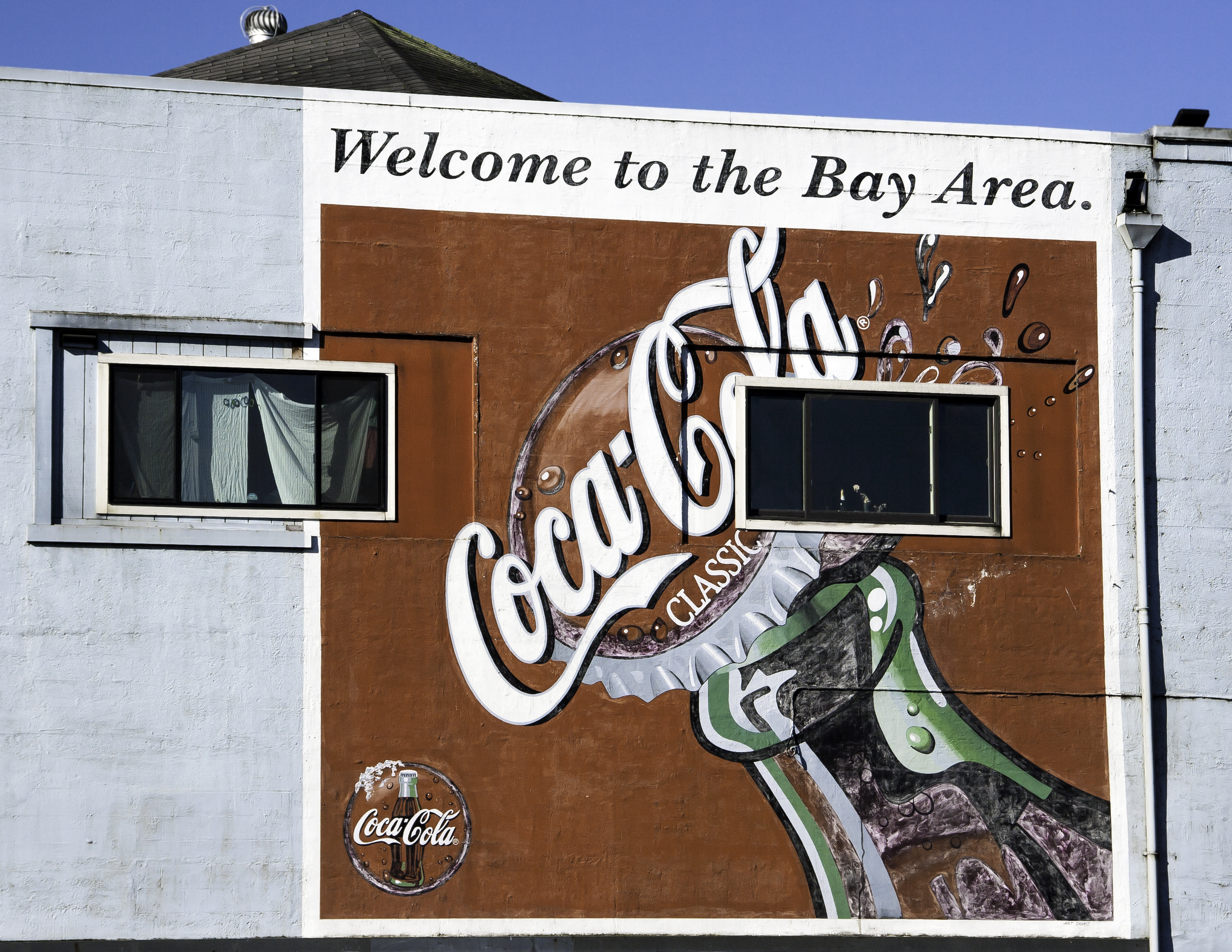
A potenciális vevőt tájékoztató reklám

Az elfogult nézet (partial view) szerint a reklám célja a tájékoztatás, figyelemfelkeltés, hogy ezzel segítsék a vásárlók döntéseit.[forrás?] A reklám tájékoztat a termék létezéséről, áráról, forgalmazási helyéről, minőségéről. Csökkenti a vásárlók keresésre fordított erőfeszítéseit, ezáltal csökkenti a tájékozatlansági termékdifferenciációt. Támogatja a minőségi termékeket, illetve az új termékek bevezetését a piacra; erősíti a piaci versenyt.
További funkciók:
- tájékoztatás a potenciális vevőnek tudomást kell szereznie a termék létéről, jellemzőiről, előnyeiről, áráról, a beszerzés helyéről.
- befolyásolás a fogyasztóban pozitív képet kell kialakítani a termékről, el kell érni, hogy a vevők tartózkodó, illetve ellenző attitűdje megváltozzon.
- emlékeztetés a rendszeres megjelenéssel a felejtés ellen küzd, felidézi a vállalatot, terméket, márkát, tartós, jó benyomást alakítva ki.
- megerősítés a vásárlást követő bizonytalanságok enyhítését szolgálja.
- a reklám szerepe:
- szükségletet teremt, új igényeket kelt
- hatással van a vásárlói döntésre
- megkülönbözteti a márkákat a piacon
- hatással van a termék árára
- segít a kereskedőknek az értékesítésben
- támogatja a szórakoztatóipart, a sportot
- a médiumok bevételi forrását képezi

Az ellenséges nézet (adverse view) szerint a szándék a vásárlók meggyőzése, becsapása. A reklám látszólagos különbségeket alkot (l. imázsépítés), a meglevőket pedig hangsúlyozza. Ezáltal a termékeket különbözőbbeknek mutatja, mint amilyenek valójában és ezzel növeli a termékdifferenciációt, csökkenti a versenyt. Mivel a reklámérték az áru valódi és képzelt tulajdonságainak összessége és a magasabb reklámértékű termék a vonzó, reklám növeli a belépési korlátokat: egy versenyképes imázs kialakítása költséges.
A reklám fajtája nagyban függ a forgalmazott jószág ismeretes tartalmától. Míg keresleti javak esetén a tájékoztatáson van a hangsúly, tapasztalati és bizalmi javak esetén jóval nagyobb a hangsúly a manipuláción. Egyes esetekben nem is maga a termék tulajdonságai vannak a központban, hanem a kiválasztás módja. A fentiek itt is érvényesek: a gyakorlatira kondicionálás növelheti a hatékonyságot, de a termékdifferenciációt is.

## Internetes reklámozás ingyen
A kínált szolgáltatás sok esetben nem tér el számottevően a fizetett reklámoktól.
Világhálós (internet) forgalom létrehozása (generálása):
A gazdasági tevékenységet folytatók alapvető céljaikat (a termékeikre vonatkozó kereslet erősítése, bővülő fogyasztói hálózat építése, a fogyasztók bevonása a termékek fejlesztésébe stb.) elsősorban akkor tudják elérni a világháló (internet) nyújtotta környezetben, ha egyre bővülő forgalmat tudnak létrehozni a cégük, logójuk, tevékenységük, elérhetőségük irányában. A világhálós forgalom erősítésének formái:
- keresőoptimalizálás
- logók/jelvények alkalmazása
- vezérnevek felhasználása
- városi legendák
- happening/rendhagyó szervezés
- új fogalmak alkotása a világhálón
- image placement/képállítás
- flash mob/röpgyűlés szervezés
- magánhírek
- gerillamarketing eszközök alkalmazása
- image-generálás/képfejlesztés
- anyagok elhelyezése a világhálós erőforrásokon (YouTube, wikipédia, flickr, flommons stb)
- közösségi oldalak használata
- ingyenes szolgáltatások nyújtása

Az ilyen típusú tevékenységek jellemzően „ingyenesek” abban az értelemben, hogy ezeket ma még minden gazdálkodó főleg maga tudja elvégezni. Az ilyen jellegű szolgáltatások még csak most vannak kiépülőben. A világhálóra alapított reklám, promóciós/előmozdító tevékenységek aránya folyamatosan, nagyságrendekkel nő (A világháló bővüléséhez hasonló ütemben). A növekedés jellemző indoka az, hogy a korábbi termék/szolgáltatás értékesítési tevékenység jelentősen kibővült. Ma már nem a „vevőt” kell kiszolgálni hanem a „felhasználót”, aki már annyit akar tudni a „termékről”, mint az eladó (vagy még többet), ismeretet, együttműködést, szövetséget akar. Cserében akár – vevőként is – rendelkezésre bocsátja saját tömegerejét (crowdsourcing).
Honlapreklám: A honlap tulajdonos saját weboldalát hirdeti különböző linkgyűjteményekben. Várható hatékonysága sok tényezőtől függ, köztük az adott oldal népszerűségétől, és PageRank/oldalrang értékétől. A reklám lehet szöveges, vagy képes hirdetés is egyaránt.
Honlapreklám viszontlinkért: A hirdetési lehetőség ingyenes, ám cserébe saját weboldalán el kell helyeznie egy hiperlinket, mely az adott linkcenterre mutat.
Cikkek feladása: Ezeken az oldalakon a hirdető egy kisebb, vagy nagyobb blogbejegyzést ír. Sok weboldal támogatja a deeplink/mélycsáp használatát.
Link, vagy Banner csere: Két honlap tulajdonosa kölcsönösen reklámozza egymást saját weboldalaikon.
Ingyenes tudakozók: Kínált szolgáltatásuk változatos. Lehet teljesen ingyenes is, de sok oldalon csak a cég neve, címe, és elérhetősége adható meg ingyenesen, és a többlet szolgáltatásokért fizetni kell.

## Internetes reklámozás pénzért
Ezek a cégek ügyfeleiknek garantálják a megvásárolt megtekintőszámot, és az egy főre eső megtekintési időt, ami nagy előnyt jelent a többi reklámfelülettel szemben. A reklámért befolyó összeg egy jelentős részét szétosztják az adott reklámot megtekintők között (ezt nevezzük online pénznek), természetesen reklámonként egy-két fillérről (ill. centről) van szó. Ezeket a "fillérek" az adott cégnél vezetett számlán összegyűjthetők a kiváltási minimumösszeg eléréséig.

## Reklám és fenntarthatóság
A társadalmi berendezkedésen belül a reklámnak nagyon jelentős szocializáló, nevelő hatása van, s a szokásaink: hogy szükségleteinket milyen módon elégítjük ki, hat a környezetre, és a többi ember életére.
Ha elfogadjuk az érvelést, hogy a jelen kor fenntarthatatlanságának egyik fontos összetevője a túlzott fogyasztás, akkor előtérbe kerül Max-Neef megközelítése amely különbséget tesz az emberi szükségletek és a szükségletek kielégítésének módjai között. "A kulturális változások részben annak következményei, hogy az emberek elvetik szükségleteik kielégítésének hagyományos módját és helyettük újakat választanak. Minden szükségletet különféle módokon és változó színvonalon lehet kielégíteni." A környezetvédők sok javaslata a megszokotthoz képest más, alternatív szükséglet kielégítési módot javasol (pl. valamely szükséglet energiaszegény módozatai, fogyasztás mentes nap, stb.). E szerint valamilyen szinten a szegények anyagiak hiányában is ki tudják elégíteni szükségleteiket. "Megélhetésüket tekintve szegény csoportok körében gyakran tapasztalható, hogy a szolidaritás és kölcsönös segítség növeli náluk a védettség, a részvétel és a szeretet érzését."
Tim Kasser az anyagiasság és a fogyasztás mintázatait vizsgálva jutott arra, hogy bizonyos embereknél az anyagiasság egy lelki gondot a fogyasztás örömével (ön)gyógyítani igyekvő próbálkozás, amely kudarcra van ítélve, ezért végtelen fogyasztásra ösztönöz. Ha viszont ezt sokan tesszük, akkor ennek környezeti terhei jelentősek.